# Iberosuchus
Iberosuchus (nghĩa là "cá sấu Iberia") là một chi Mesoeucrocodylia tuyệt chủng nằm trong nhánh Sebecosuchia sống ở Tây Âu vào thế Eocen. Hoá thạch ở Bồ Đào Nha được Antunes mô tả năm 1975 dưới cái nhìn rằng đây là một Crocodilia (cá sấu thực sự). Chi này gồm một loài duy nhất: I. macrodon (tên loài có nghĩa là "răng lớn). Iberosuchus là ăn thịt, song khác với cá sấu ngày nay, nó sống trên cạn.
Những hoá thạch đầu tiên là hộp sọ, tìm thấy ở Bồ Đào Nha, rồi những hoá thạch khác dần được khám phá ở Pháp và Tây Ban Nha. Đến nay, người ta vẫn chỉ mới tìm ra hoá thạch Iberosuchus vụn rời từ hộp sọ, xương hàm, răng và da sừng.

## Lịch sử khám phá

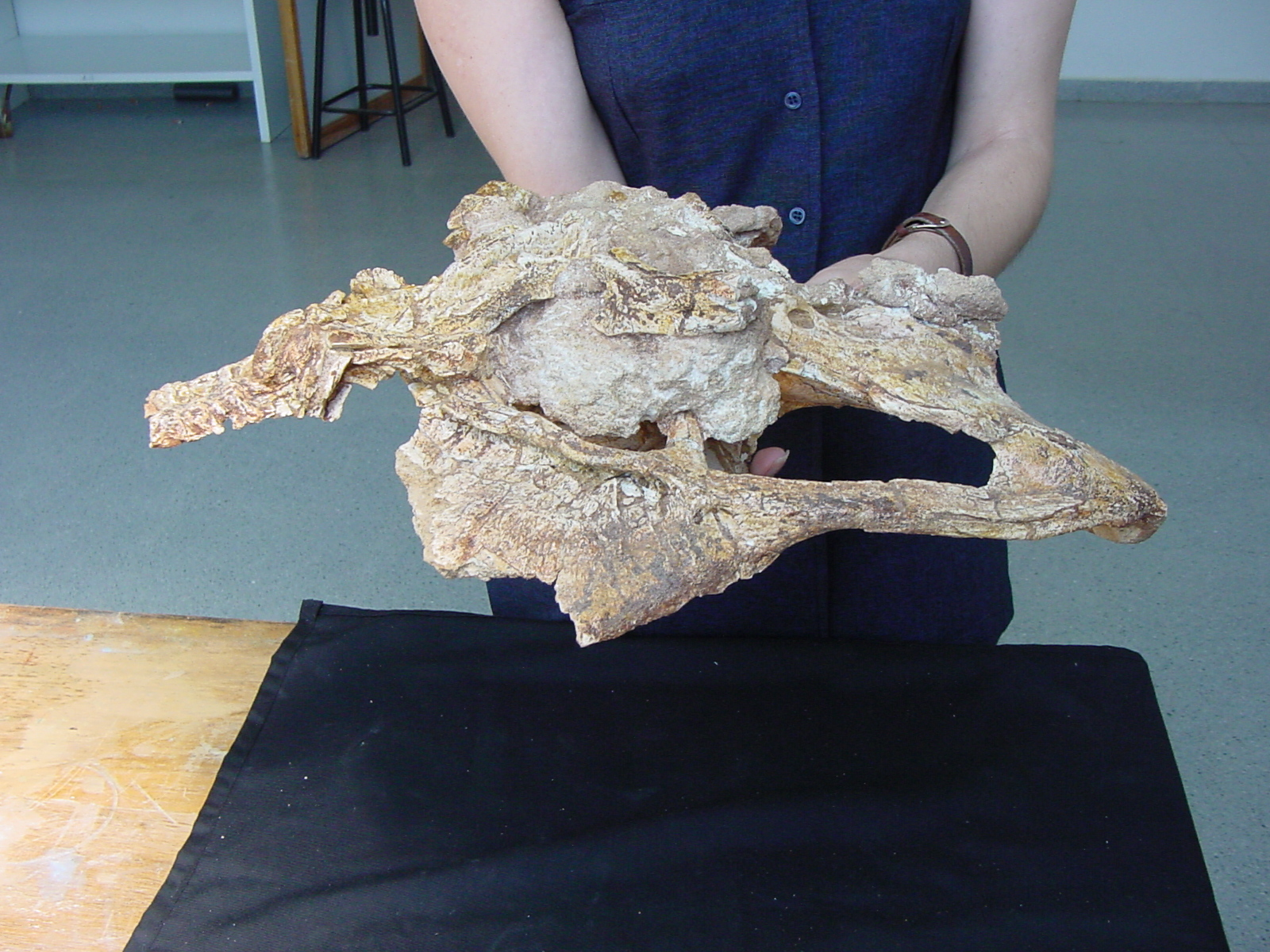
Fossil

Khi hoá thạch một sinh vật dạng cá sấu được khám phá ở Bồ Đào Nha, Antunes đặt cho nó cái tên Iberosuchus macrodon năm 1975, chọn nó làm loài điển hình cho một chi mới. Robert Carroll tái phân loại nó vào Baurusuchidae năm 1988. Năm 1996, Ortega và đồng nghiệp mở rộng nghiên cứu đến Pháp, ở đây, họ nghiên cứu hoá thạch rời rạc của Atacisaurus crassiproratus (ban đầu được xếp vào chi Atacisaurus trong họ Tomistominae bởi Astre 1931) và đi đến kết luận rằng đây là Iberosuchus.